# یواس‌اس کارونالد (آی‌اف‌اس-۱)
یواس‌اس کارونالد (آی‌اف‌اس-۱) (به انگلیسی: USS Carronade (IFS-1)) یک کشتی بود که طول آن ۲۴۵ فوت (۷۵ متر) بود. این کشتی در سال ۱۹۵۳ ساخته شد.